# Marcus Antonius Orator
Marcus Antonius Orator (Latijn: „de redenaar“; * 143 v.Chr., † 87 v.Chr.) was een Romeins politicus uit de gens Antonia en een van de vooraanstaande redenaars van zijn tijd.
Hij begon zijn cursus honorum als quaestor in het jaar 113 v.Chr. en werd in 102 v.Chr. als praetor met proconsularische volmacht voor de provincia Cilicia gekozen. Tijdens zijn ambtstermijn in het oosten bekampt Antonius de piraten, die bestreden moesten worden omdat ze Romeinse steden aanvielen, met zoveel succes, dat de senaat besluit een triumphus te zijner ere te houden in 100 v.Chr.. In het jaar 99 v.Chr. werd hij samen met Aulus Postumius Albinus tot consul gekozen. Als vriend en aanhanger van Gaius Marius, verzette hij zich tegen de partij van Lucius Appuleius Saturninus. Toen hij in 97 v.Chr. als censor werd aangesteld, stond hij toe dat Italici zich Romeins burger konden maken. Hij zou hierdoor beschuldigd worden van het aanzetten van Italici tot rebellie op grond van de Lex Valeria. Nadat hij gebroken had Marius, sloot hij zich bij Lucius Cornelius Sulla aan. Deze verandering van kamp kost hem echter het leven, daar hij door Gaius Marius en Lucius Cornelius Cinna gedood werd, toen deze in 87 v.Chr. Rome bezetten.
Naast zijn politieke carrière trad hij ook voor Romeinse gerechtshoven op als bemiddelende verdediger of aanklager. Hij zou onder andere voor de vrijspraak van Gaius Norbanus en Manius Aquillius zorgen. Zijn roem als welbespraakt redenaar behoudt hij tot in de tijd van Marcus Tullius Cicero, die Antonius als protagonist van zijn grote dialoog De oratore (Over de redenaar) laat optreden. Daarbuiten blijft geen enkele van de redevoeringen van Antonius bewaard.
Marcus Antonius Orator had twee zoons, Marcus Antonius Creticus en Gaius Antonius Hybrida, die hun vaders reputatie nooit zouden evenaren. Creticus was de vader van de generaal en triumvir Marcus Antonius.

## Antieke bronnen
- Velleius Paterculus, II 22.
- Appianus, Bell. Civ. I 72.
- Cassius Dio, XLV 47.
- Plutarchus, Marius 44.
- Cicero, De Oratore 5, Brutus 37.
- Quintilianus, Instit. III 1, 19.